# Thịt cá mập

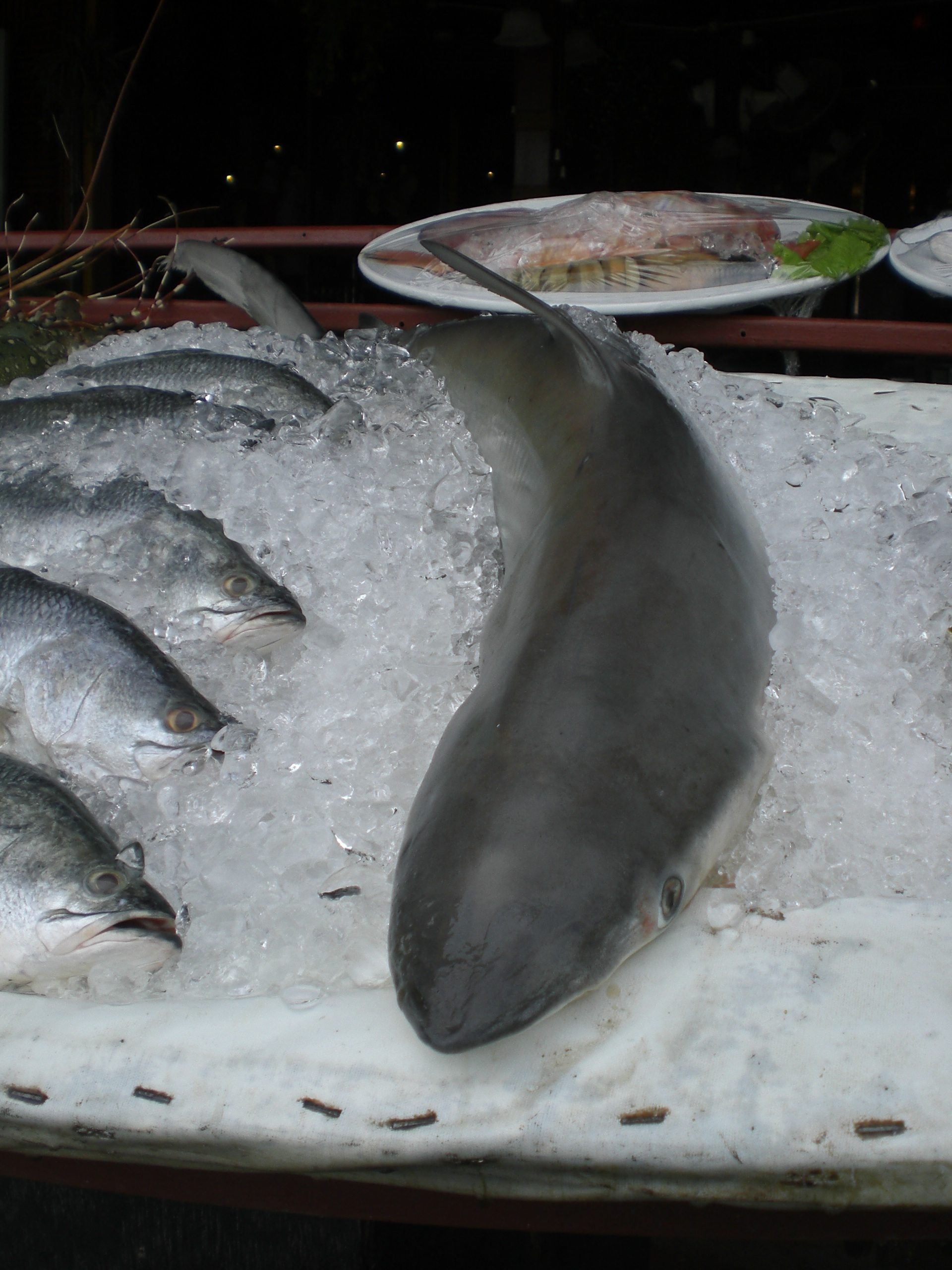
Một con cá mập đông lạnh

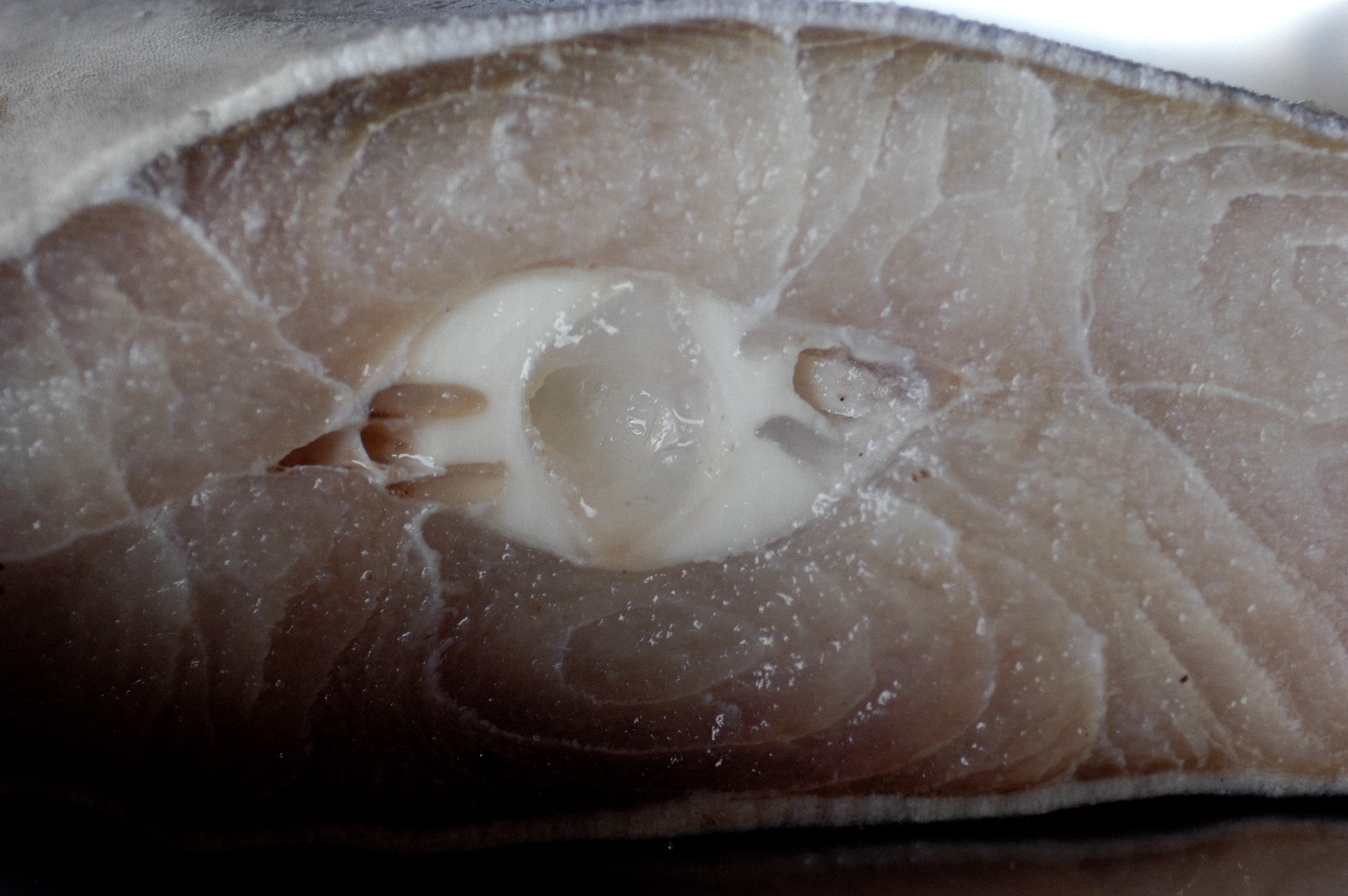
Thịt cá mập

Thịt cá mập là thịt của các loài cá mập nói chung bị giết để làm thực phẩm (chẳng hạn như cá mập nhám đuôi dài Đại Tây Dương, shortfin mako,...), một số loài dùng để làm các sản phẩm hải sản khác. Thịt cá mập rất được ưa chuộng ở nhiều nơi trên thế giới, bao gồm Nhật Bản và Úc. Tại bang Victoria của Úc, cá mập là loại cá được dùng nhiều nhất trong bữa ăn kèm với khoai tây rán, được làm từ những miếng thịt phi-lê được chiên kỹ hay xay nhuyễn và nướng đều trên than hồng. Ngoài ra vây cá mập là một món thượng hạng.

## Tổng quan
Cá mập bị con người giết lấy thịt. Thịt của cá nhám, cá mập mèo, cá đuối... là nhu cầu không thể thiếu cho người tiêu dùng ở thị trường châu Âu và Châu Mĩ. Đã có các trường hợp hàng trăm con cá mập mất vây bị vớt lên mà không có cách nào để tự quay về biển. Những người ủng họ công cuộc bảo vệ thiên nhiên môi trường đang đấu tranh quyết liệt để tạo dự luật cấm sử dụng vi cá ở Mỹ. Một số người cho rằng sụn cá mập có thể chữa được ung thư và bệnh viêm khớp mãn tính. (Bởi vì cá mập miễn dịch với mọi loại bệnh tật kể cả ung thư, từ đó họ nhầm tưởng rằng sụn cá có thể giúp con người chống lại các bệnh nan y). 
Một thời cá mập lưới được, cư dân vùng biển không ăn thịt, chỉ lấy vi, xẻ thịt làm nguyên liệu chế biến bò viên, bộ gan cá mập vừa bùi, béo vừa thơm, dầm gan trong nước chấm làm tăng độ đậm đà. 

## Đặc điểm
Thịt cá mập có độ dai vừa phải mà các loại thịt rừng không so. Cá mập khô sau khi nướng có mùi khai khai đặc trưng. Phân loại cá mập theo giá trị của vây cá, thì "Nhất Giống, nhì Đao, tam Cào, tứ Mập" vì các loại cá vây dày nhiều cước, đặc biệt cước cá Giống sợi to trắng tinh rất bổ dưỡng. Theo phân loại của các đơn vị xuất nhập khẩu, có năm loại vây, căn cứ vào kích thước của cánh, kỳ và đuôi cá. Cước cũng có 4-5 loại tuỳ theo độ dài, to của sợi cước. Riêng cá Phản, nhám chàm, nhám chuột dù bộ vây lớn đến đâu, cũng chỉ xếp loại 4, vì ít cước.
Thịt cá mập rất ngon. Sau cước cá, ngon nhất là món thịt chân vây. Thịt cá mập, sau khi xắt lát mỏng, ướp sả, ớt và các gia vị khác cho thấm, đem xào lăn, nướng, luộc, nhúng dấm hoặc nấu lẩu đều rất ngon. Thịt cá mập tươi, trụng qua nước sôi, ngâm với dấm, vắt ráo trộn với các loại rau thơm, hành tây, đậu phộng rang, thêm nước mắm gừng kèm theo bánh tráng nướng sẽ có một món. Thịt cá mập tươi còn xẻ thành từng thỏi to bằng ngón chân cái, dài chừng nửa mét đem phơi khô. Cá mập khô nướng với lửa than đem đập cho mềm rồi chấm với xì dầu.
Ngoài cước cá, da cá mập cũng là thức ăn bổ dưỡng, giá trị không thua mực khô, gan cá mập rất nhiều loại tinh dầu với hàm lượng vitamin A, D rất cao. Giá trị nhất của cá mập là cước cá. Cước cá nấu với tôm, thịt gà, thịt heo nạc, bóng cá lạc, nấm và trứng thành những món xúp tuyệt vời. Tuy vậy món này chỉ dành cho giới thượng lưu. Các bữa tiệc lớn ở vùng biển thỉnh thoảng mới có món xúp cước cá. Những người có tiền muốn bồi dưỡng cơ thể, muốn con trẻ không bị còi xương chóng lớn thì mua cước về để dành mỗi bữa tối nấu một chén xúp. 

## Hàn Quốc

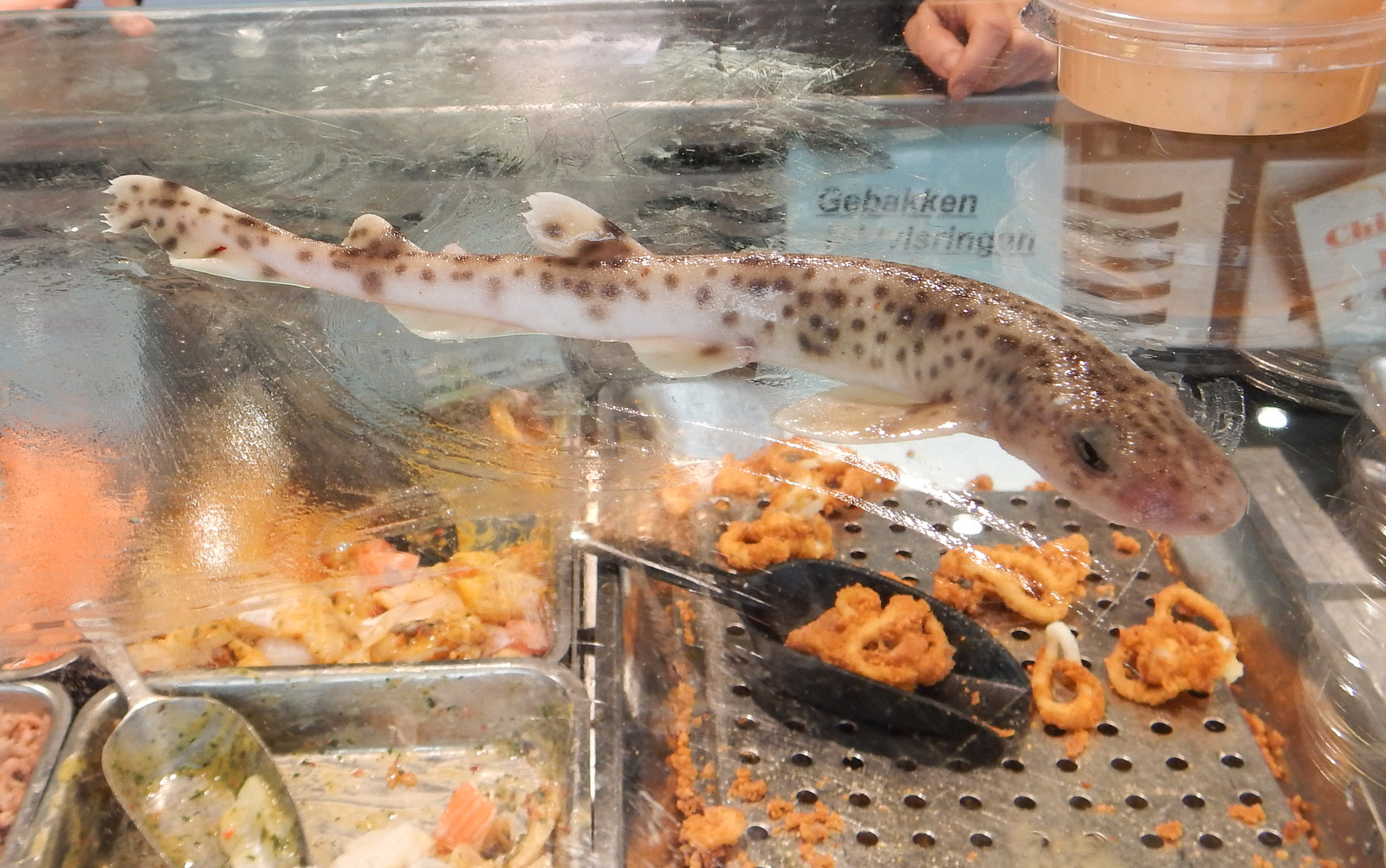

Ở Hàn Quốc, người ta có thể ăn thịt cá mập trong chợ hải sản Hàn Quốc. Đến chợ Jukdo, du khách có thể thưởng thức nhiều loại hải sản tươi ngon, độc lạ như bạch tuộc đỏ, cá mặt trăng, cá mập, cá voi...Những loại hải sản đặc trưng của chợ Jukdo là thịt cá voi, cá mập, bạch tuộc đá, cá mặt trăng. Du khách có thể vừa khám phá chợ vừa đặt cho mình một đĩa gỏi cá sống tự chọn, hoặc yêu cầu chủ cửa hàng luộc một miếng cá mập nhỏ để ăn thử.

## Nhật Bản

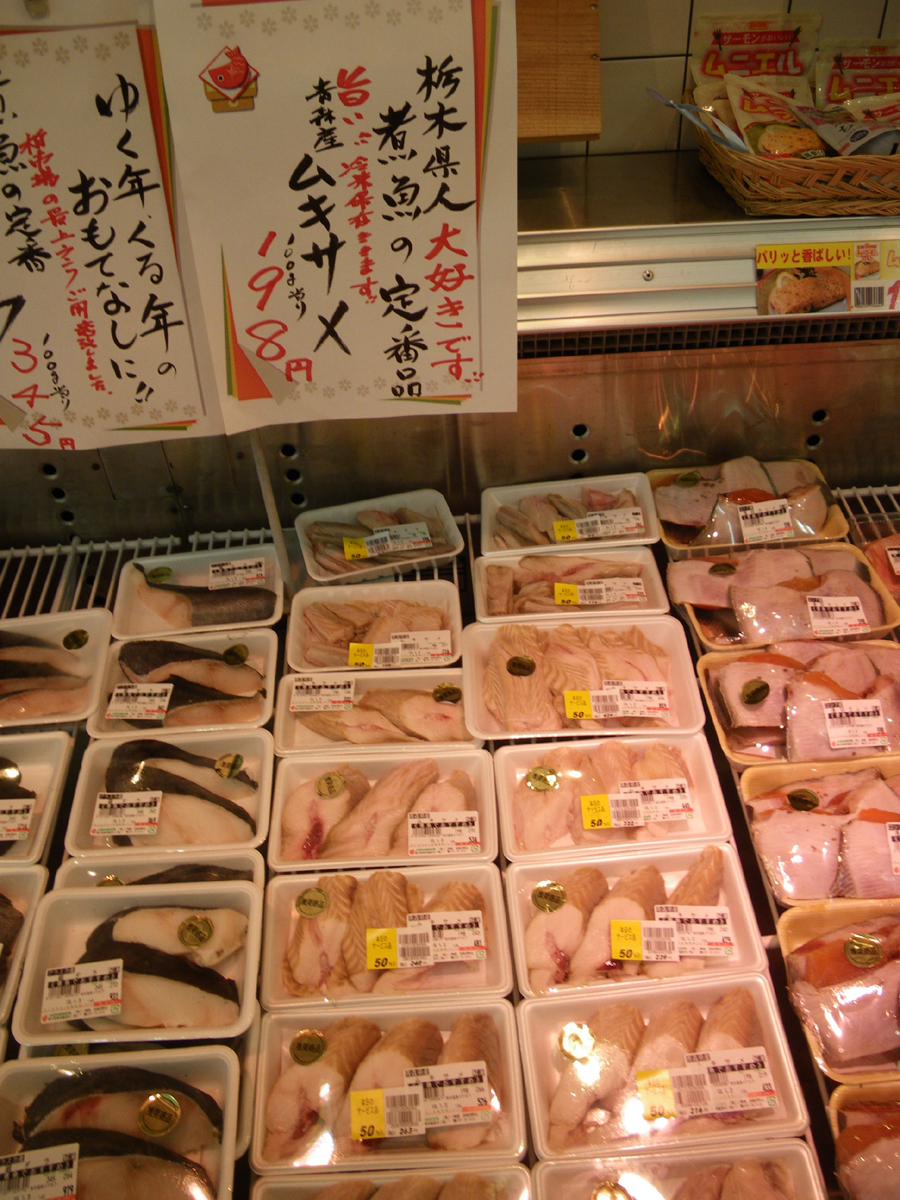
Thịt cá mập tại siêu thị Nhật

Nhật Bản có thị phần lớn về kinh doanh thịt cá mập đông lạnh và tươi, cho cả nhập khẩu và xuất khẩu. Thịt cá mập thường được tiêu thụ ở dạng đã chế biến ở Nhật Bản, chẳng hạn như xúc xích cá, surimi, cá miếng, cá viên và các sản phẩm khác.

## Việt Nam
Cá mập cũng là một trong những món ăn ở Việt Nam, nhất là đối với các ngư dân vùng ven biển và ở các đảo

### Các loại
Theo phân loại của miền Trung, Cá mập là một trong khoảng 14-15 loài cá nhám thường gặp ở biển Đông. Một điểm chung của loài cá mập là có bộ phận sinh dục đôi do vậy khi cá cái mang thai có đến hai bọc con riêng rẽ, mỗi bọc có từ 4-5 cá con. Đặc biệt bọc cá cào có từ 15-20 con thậm chí 25 cá con.
- Cá Mập (Mập đen) da đen bóng, đầu tròn và to, thân hơi ngắn, vây ngắn và dà
- Cá mập nhỏ gọi là mập lắc
- Cá khơi (mập xám) thân to dài và cân đối, có cặp vây cánh dài, phía lưng đen xám, phía bụng trắng hếu
- Cá khơi nhỏ dưới 50 kg gọi là khơi tháo và dường như ít ai gặp cá khơi con. Cá nhọn, thân như cá khơi nhưng đầu nhọn, vây cánh và kỳ nhọn, phía bụng vây cánh có bệt đen ở chót vây.
- Nhám ngừ (mập xanh) da xanh đen, đuôi giống như đuôi cá voi, bộ vây nhám ngừ năm cái (thêm một cái kỳ phụ so với các bộ vây khác).
- Cá xà, dữ nhất trong họ cá mập, dễ nhận biết vì da có khoang vàng đen, đầu và miệng quá to so với thân mình, răng dài nhọn hoắt.
- Cá cào cũng dễ nhận biết, vì cặp mắt không ở trên hộp sọ, mà trên cặp vè banh ra hai bên đầu, trông đầu cá như cái bàn cào.
- Cá cồn- Cá bóng (mập trắng) chỉ một loại có da trắng, vây trắng nhưng cồn là cá đực vây mỏng và nhọn, Bóng là cá cái vây bầu tròn và dày hơn.
- Cá bẻo, đầu to da xám đen có bông trắng.
- Cá Đao (mập kiếm) thân thon khoẻ, đầu giống mũi lao hình tam giác, thường dùng đầu nhọn đâm đối phương.
- Cá Giống giống cá Đao nhưng đầu bè ra và bằng hơn
- Giống Cát, da một màu vàng cát
- Giống Sao, da có nhiều chấm trắng
- Nhám phản (mập nâu) da nâu đen, vây ngắn và thô.
- Nhám chàm, da xanh chàm, vây dài mỏng.
- Nhám chuột, miệng giống miệng chuột da đen mốc, vây dài mỏng.
- Cá Thâm, Cá Én, một loài nhám nhỏ, con lớn nhất 40– 50 kg, da đen xám, thâm là cá cái, con lớn là Thâm nái. Én hai nhỏ hơn.
- Cá sún, Nhám ếch cứng là các loại cá mập nhưng bé nhỏ.
- Cá em tên gọi chung cá mập con còn trong bọc.

Cá mập mình suông dài, nhiều vi, da màu xám và mặt mày có vẻ táo tợn. Nếu đúng cá mập, như quân hàm, bên mang có mang 5 gạch - khe thở của mang cá. Còn loại cá có mang, đeo 4 gạch là cá nhám hay còn gọi cá nghéo, gọi chung là cá mập con. Cá nhám kho quẹt với gừng. Giống cá này không có xương hom, chỉ một dãy xương sống như sụn ở giữa thân, nên chuyện mắc xương không xảy ra ở người lớn tuổi hay trẻ em. Như làm gà vịt, trụng cá bằng nước vừa nóng và cạo vảy nhám trên da đi, cắt khúc dày chừng hai đốt tay, không cần tao qua dầu mỡ, xốc cá với nước mắm, nước màu cùng gừng cắt lát rồi kho trên lửa nhỏ. Nhựa trích ra từ da làm nồi cá keo lại, thịt săn, thơm. Cá nghẽo hấp dùng với bánh tráng cuốn rau sống, chấm mắm gừng.
Cá nghéo đẻ con chứ không đẻ trứng. Cá nghẽo toàn thịt, gan béo, thịt ngon da nhám nên còn gọi là cá nhám. Cá nheo làm gỏi ăn với nước lèo và rau sống, còn nếu kho với nghệ, gừng và mật thì lại là món ăn bổ âm. Cá nghéo chửa, mổ lấy nguyên bọc cá bao tử, tránh làm vỡ, rửa qua với nước muối ấm, nấu cháo gạo vừa chín tới, thả bọc cá con vào hầm kỹ, thêm gia vị và tiêu hành thành thang thuốc bổ toàn diện âm dương. Có câu: Nhất Nghẽo gan, nhì mang thiểu nghĩa là gan cá nghẽo thì rất béo, còn mang cá thiều thì rất ngon, nhất là cá thiều tháng Ba. 

### Ẩm thực
Sau cước cá, món ngon nhất là món thịt chân vây. Đây là phần thịt cá mập lớn lấy ở đuôi, lưng, nách cá sát với chỗ có cước. Thịt chân vây, sau khi xắt lát mỏng, ướp gừng và các gia vị khác cho thấm, đem xào lăn, nướng, nhúng dấm, nấu lẩu... đều ngon mềm, có độ dai vừa phải. Món gỏi cá mập là món ăn ngon, bổ, rẻ. Cá mập để làm gỏi là Thâm, Én, nếu là cá bẻo và đặc biệt lá cá Giống thì có thể coi như cao cấp. Cá tươi lấy phần da và thịt trắng tinh, chần qua nước sôi có pha nước gừng để khử tanh, sau đó ngâm dấm, vắt ráo trộn với các loại rau thơm, hành tây xắt ghém, đậu phụng rang dã dập dập, thêm nước mắm gừng, bánh tráng nướng và chịu khó lấy đầu xương nấu nước súp sẽ có một món ăn.
Món gỏi da cá mập chủ yếu nhậu lai rai, gặp da khô thì trụng nước sôi hoặc rang lên rồi ngâm nước lạnh xắt nhỏ, bóp với chanh, trộn nhiều rau, gia vị, đậu phụng rang... Các ngày giỗ, tiệc cưới, liên hoan, ở vùng biển thường có món gỏi cá mập và gỏi da cá mập. Da cá mập khô nấu với chân giò, măng khô cũng là món ăn bổ dưỡng ngày tết. Cá Giống, cá bẻo nấu lẩu sánh với lẩucá lóc, cá mú. Những gia đình nghèo ra chợ mua đầu hoặc vài miếng thịt cá Thâm, cá Én về nấu chua hoặc kho sả ớt, vừa rẻ tiền vừa bổ, vì thịt cá mập rất mát.
Cùng với gan các mập chưng cách thủy với vài lát lá gừng ăn cho sáng mắt, món cháo cá là món ăn bổ dưỡng dành cho những người lao động vất vả, mới ốm dậy... Cá còn trong bọc bỏ vào nồi cháo đang sôi nấu cho nhừ, nêm nhiều hành tiêu, có mắm gừng, rau thơm ăn nóng. Người ăn xong bát cháo tháo mồ hôi, cảm thấy khoẻ ra, trong lưỡi còn hương vị ngọt của cá, vị béo của gan, vị cay của gia vị, càng muốn ăn thêm. Khô các mập. Nói đúng hơn phải là khô cá Giống, cá phản, nhám chàm, nhám chuột, khô các loại mập khác dai, cứng và khai.

## Hình ảnh

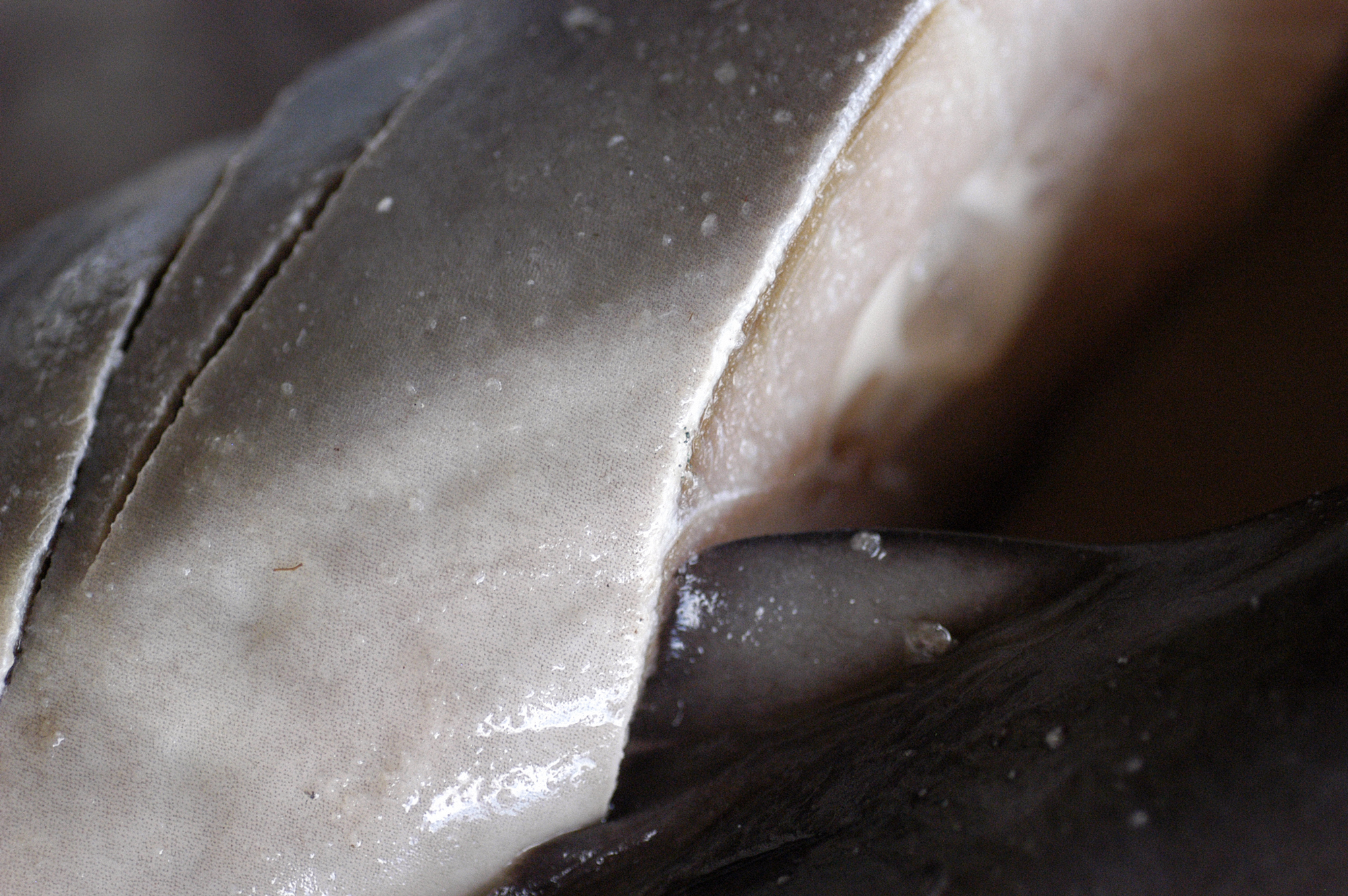
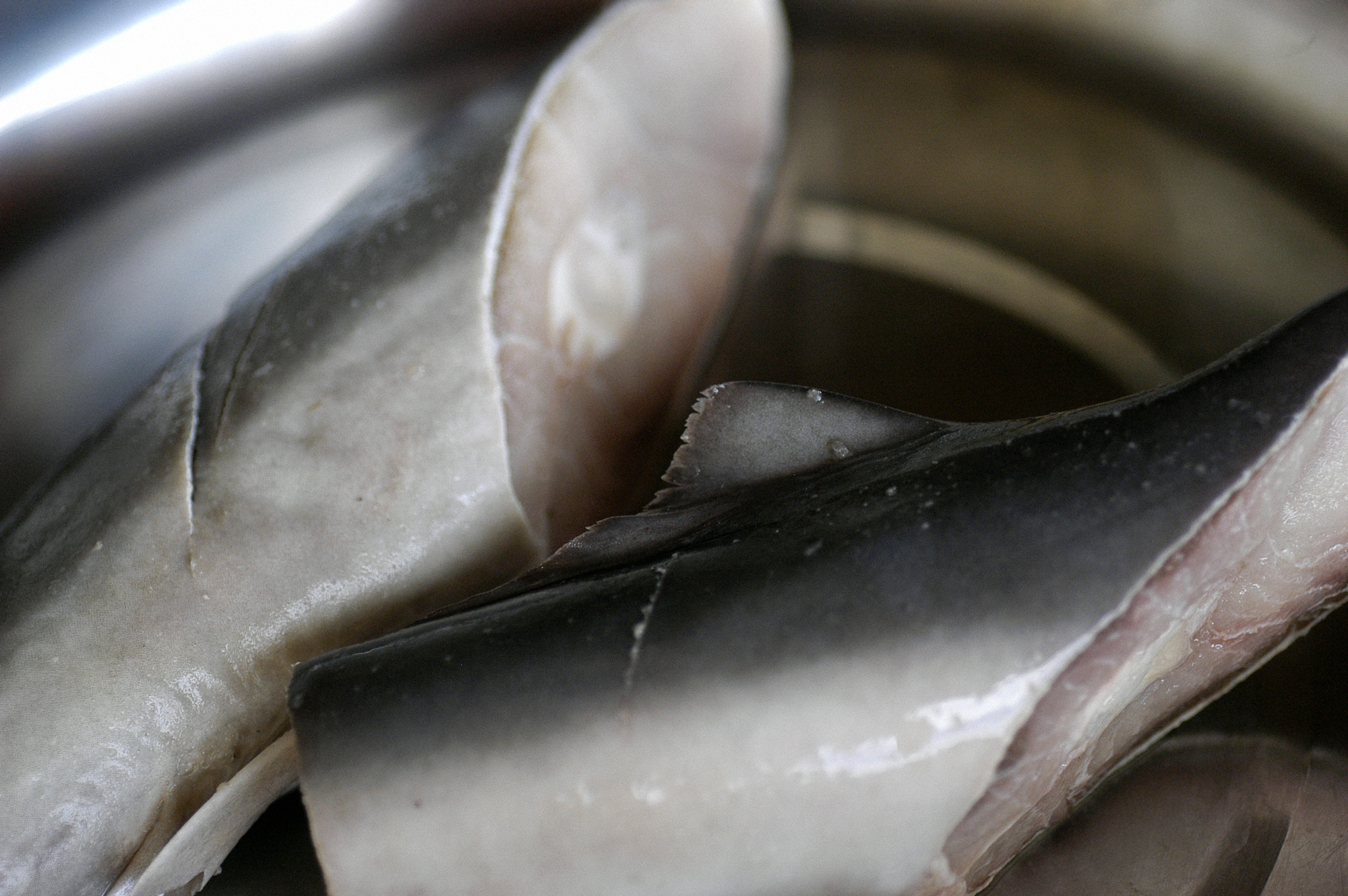
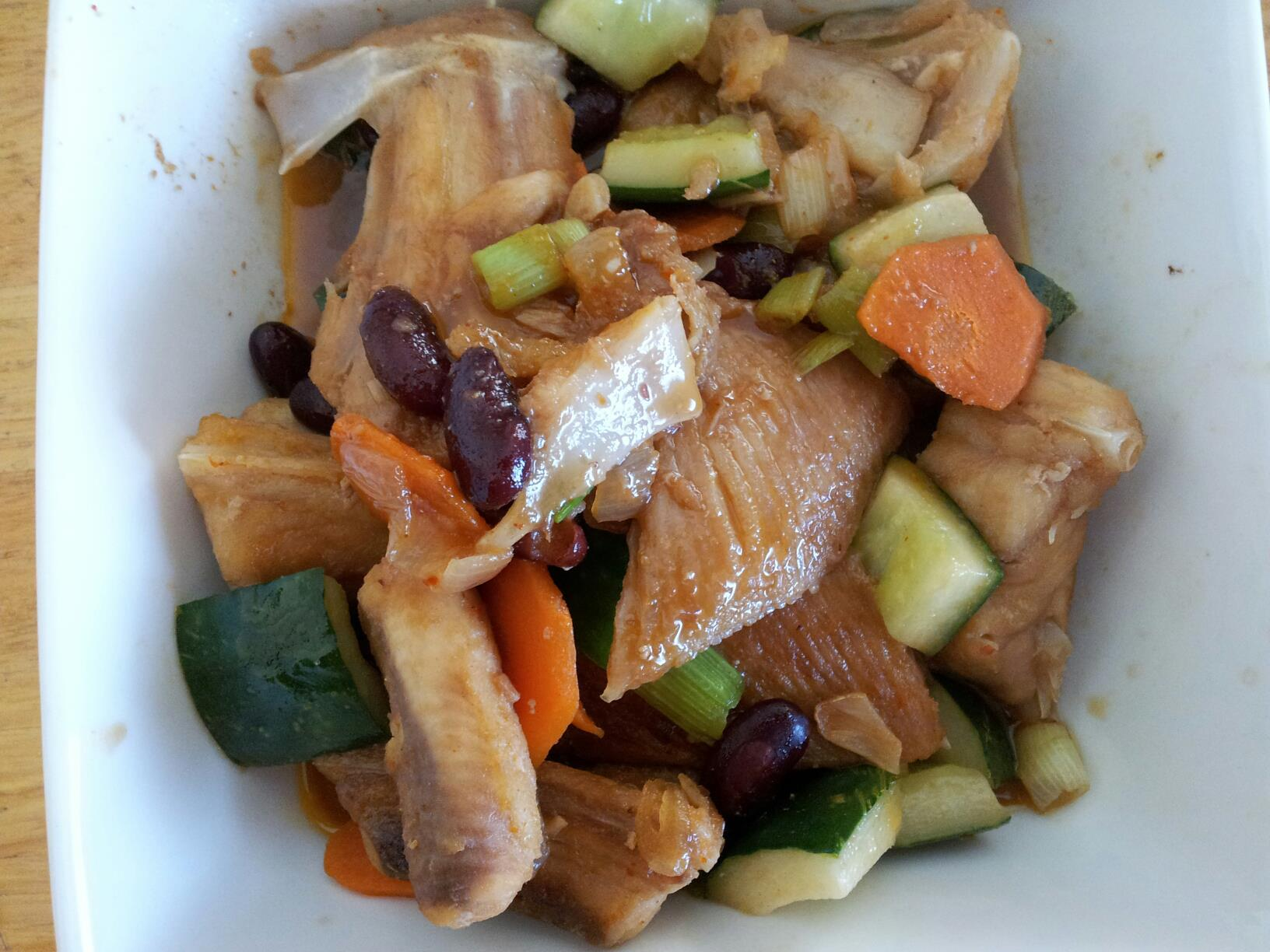
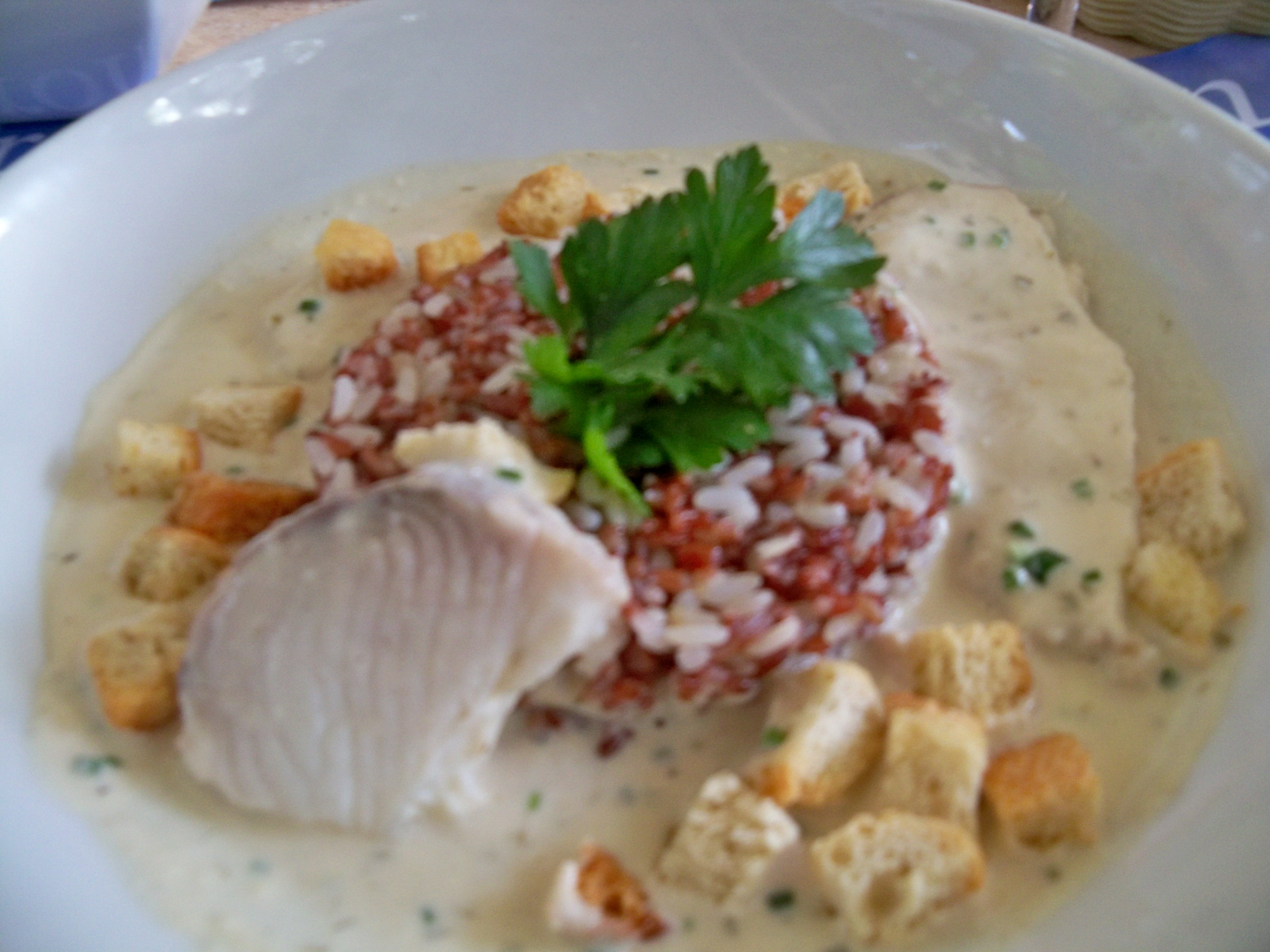